# Kenny Nagera
Kenny Nagera, född 21 februari 2002, är en fransk professionell fotbollsspelare som spelar för US Avranches, på lån från Paris Saint Germain.
Kenny Nagera spelar främst som centerforward.

## Karriär
Nagera började sin karriär i Académie de Football d'Épinay-sur-Seines fotbollsakademi innan han blev en del av Paris Saint-Germains ungdomsverksamhet år 2015. Hans första professionella kontrakt med Paris-Saint Germain skrevs under den 29 juni 2020. Kontraktet skrevs till ett treårskontrakt. Den 10 april 2021 spelade han sin första seniormatch för Paris Saint-Germain när han byttes in mot Kylian Mbappé i en 4–1-seger mot Strasbourg. Den 18 juni 2021 skrev han på en förlängning av sitt kontrakt med två år.
Han bytte klubb till US Avranches som spelar i Championnat National vilket är den franska tredjeligan på lån under säsongen 2021–2022. Under samma säsong var han på lån hos SC Bastia.

## Privatliv
Kenny Nagera har rötter från Guadeloupe.